# National Bank of Canada
La National Bank of Canada (in francese Banque Nationale du Canada), conosciuta anche semplicemente come National Bank o Banque Nationale, è una banca commerciale canadese con sede a Montréal. Ha filiali nella maggior parte delle province canadesi e oltre 2,4 milioni di clienti personali. La National Bank è la più grande banca del Québec e la seconda istituzione finanziaria della provincia, dopo la cooperativa di credito Desjardins.

## Storia

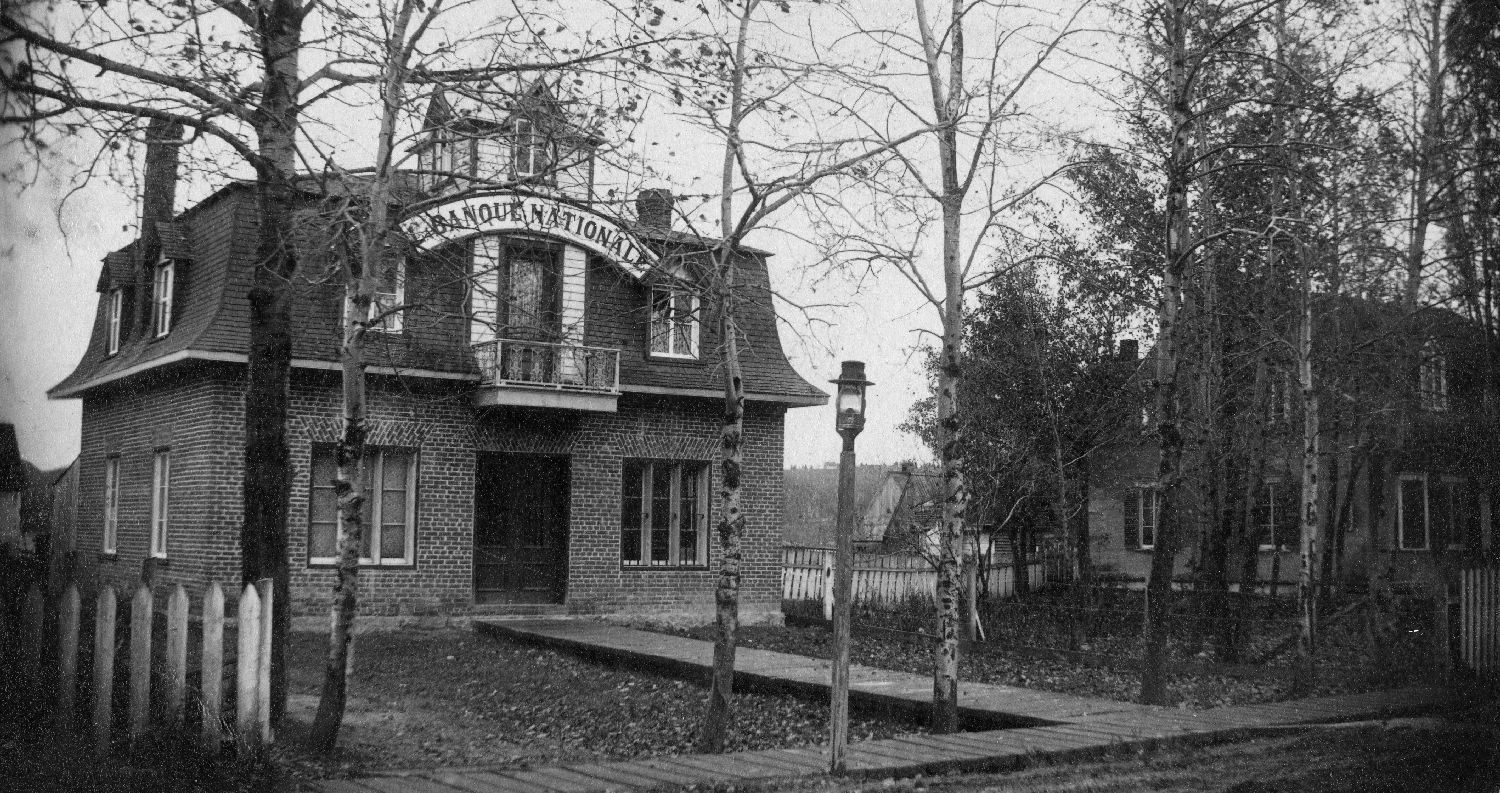
Una filiale della Banque Nationale a Chicoutimi nel 1892.

Nel 1859, gli uomini d'affari francofoni dell'Ontario e del Québec erano desiderosi di creare una banca sotto il loro controllo locale e convinsero la legislatura provinciale ad approvare la legge che creò la Banque Nationale il 4 maggio 1859. Alcuni membri della borghesia anglofona parteciparono al capitale azionario della banca, ma i francofoni mantennero il controllo esclusivo e detennero tutti i seggi del consiglio di amministrazione, con Ulric-Joseph Tessier, avvocato e membro dell'Assemblea Legislativa, in qualità di presidente della banca.
La banca subì perdite durante la crisi bancaria provocata dal panico finanziario del 1873 e dal panico del 1884, ma riuscì a sopravvivere e continuò a operare. Negli anni '30, durante la Grande Depressione, la Banque Nationale si trovò nuovamente in difficoltà finanziarie; questa volta fu organizzata una fusione con la Banque d'Hochelaga, con l'aiuto del legislatore della provincia, per rafforzare la banca. La banca risultante dalla fusione fu ribattezzata Banque Canadienne Nationale (BCN) (in inglese, Canadian National Bank).
Nel 1968, la BCN, insieme ad altre banche, lanciò Chargex, la prima carta di credito emessa da una banca canadese.
Negli anni '70, la rivale Provincial Bank of Canada, anch'essa con sede in Québec, si espanse rapidamente attraverso una serie di acquisizioni. Nel 1970 si fuse con la People's Bank, con la Unity Bank of Canada di Toronto e nel 1979 acquisì la Laurentide Financial Corporation di Vancouver. La Provincial Bank e la BCN continuarono ad espandersi, ma continuarono a concentrare gran parte delle loro attività in Québec. Nel novembre 1979, queste due banche decisero di fondersi sotto il nuovo nome di National Bank of Canada, in quella che all'epoca era una delle più grandi fusioni bancarie.

### Dopo la fusione
Nel corso degli anni '80, la banca ha continuato a crescere e ad espandere le proprie attività attraverso una serie di acquisizioni, tra cui la società di brokeraggio Lévesque Beaubien e, un anno dopo, Geoffrion Leclerc, che è diventata nota come Lévesque Beaubien Geoffrion. Nel 1993 ha venduto le sue attività di finanziamento del leasing a GE Capital e ha acquisito le attività di General Trust of Canada.

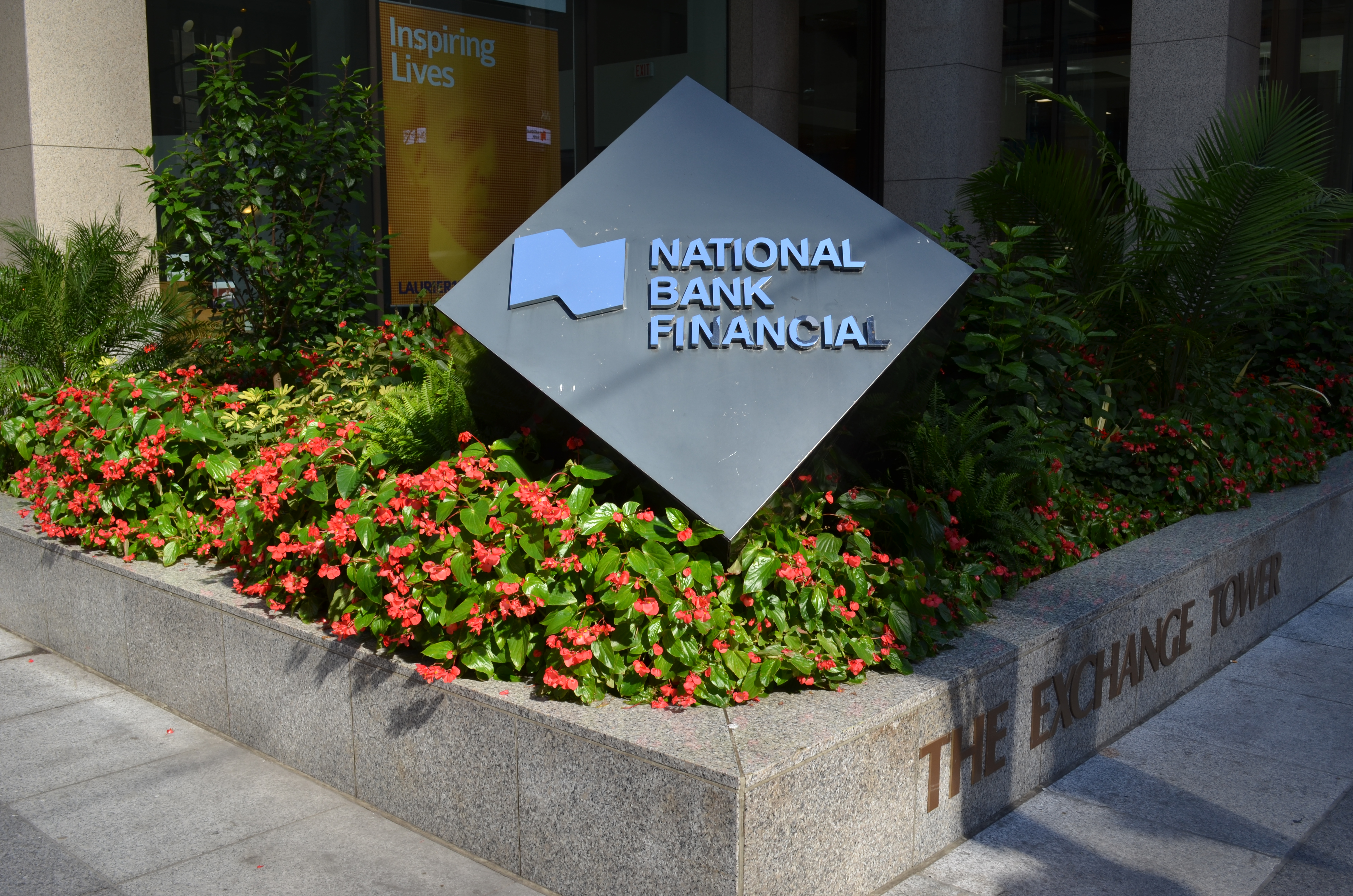
Un'insegna della National Bank of Canada all'esterno della Exchange Tower di Toronto.

Nel 1994, ha fatto un piccolo passo fuori dal Canada aprendo due filiali negli Stati Uniti, una in Florida e una in California. Nel 1995, la banca ha aperto un ufficio di rappresentanza a Cuba per assistere i clienti canadesi che fanno affari nel Paese. Nel 1999 ha concluso l'acquisto di First Marathon, una società di brokeraggio con sede a Toronto. First Marathon e la filiale della banca Lévesque Beaubien Geoffrion Inc. si sono poi fuse per formare la National Bank Financial (NBF), la sua filiale di investment banking. Nel 2002, ha acquisito la banca d'investimento statunitense Putnam Lovell e ne ha fuso le attività con la sua filiale NBF, che ha iniziato a operare attraverso uffici a New York, Toronto e Londra.
Nel marzo 2006 ha venduto i suoi servizi di gestione degli azionisti a Computershare.
Nel 2016 ha acquisito il 90% delle azioni della ABA Bank of Cambodia (precedentemente nota come Advanced Bank of Asia). Nel 2019 ha acquisito il restante 10% che era detenuto da un ex capo della Borsa del Kazakistan, Damir Karassayev.
Nell'ottobre 2019, la National Bank of Canada è stata criticata dagli esperti di privacy per aver richiesto ai nuovi clienti online di fornire le loro credenziali di accesso complete per i conti con altre istituzioni finanziarie, compresa la password. Sul suo sito web, la banca dice ai clienti di “Never tell anyone your password” (it.: “non dire mai a nessuno la tua password”), ma durante il processo di creazione di un conto, si dice: “... you will need to provide... your login credentials with another eligible Canadian financial institution” (it.: “... dovrai fornire... le tue credenziali di accesso con un'altra istituzione finanziaria canadese idonee”).
L'11 giugno 2024, la National Bank ha annunciato l'intenzione di acquisire la Canadian Western Bank entro la fine del 2025 per 5 miliardi di dollari. Gli azionisti della Canadian Western hanno votato per l'approvazione della fusione il 3 settembre 2024.

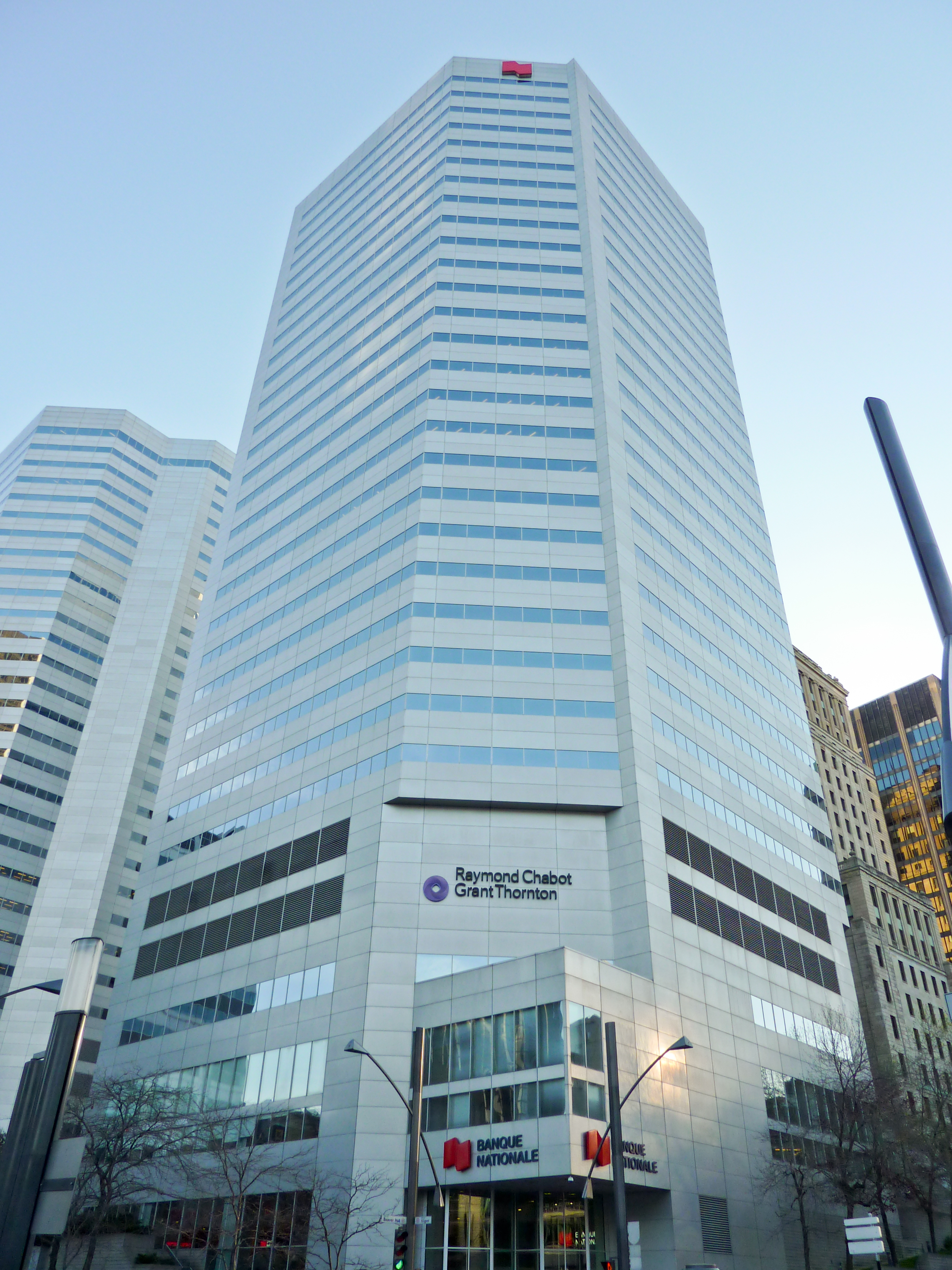
La sede della National Bank of Canada fino al 2024, anno del completamento della Place Banque Nationale

## Operatività
Nell'agosto 2021, l'attività di brokeraggio della National Bank è diventata la seconda realtà finanziaria canadese a offrire brokeraggio diretto online gratuito, dopo che Wealthsimple l'aveva introdotto per prima.
Al 31 ottobre 2019, la National Bank disponeva di una rete di 422 filiali e 939 sportelli automatici in Canada. Aveva anche uffici di rappresentanza, filiali e partnership in altri Paesi, attraverso i quali serve clienti canadesi e non.
L'attività della National Bank è concentrata in Québec e si sta espandendo in altre province. Per l'anno conclusosi il 4 dicembre 2024, il 50% delle entrate totali proveniva dal Québec, il 31% da altre province e l'19% dalle operazioni internazionali. Le entrate totali dell'anno sono state ripartite nei seguenti segmenti di attività:
- 44,8% dall'Attività bancaria personale e commerciale,
- 23,5% dalla Gestione patrimoniale,
- 23,8% dai Mercati finanziari,
- 7,9% da Finanza specializzata statunitense e Attività internazionale.

### Dirigenza
La struttura dirigenziale della banca è costituita da un presidente e da un consiglio di amministrazione.